# Centralne Biuro Projektów Budownictwa Wiejskiego
Centralne Biuro Projektów Budownictwa Wiejskiego – jednostka organizacyjna Ministerstwa Rolnictwa i Reform Rolnych, powstała w celu sporządzania dokumentacji technicznej dla budowli i urządzeń technicznych oraz opracowywania technicznego miejscowych planów zagospodarowania przestrzennego.

## Działalność
Na podstawie zarządzenia Ministra Rolnictwa i Reform Rolnych z 1950 r. w sprawie utworzenia przedsiębiorstwa państwowego pod nazwą: „Centralne Biuro Projektów Budownictwa Wiejskiego – przedsiębiorstwo państwowe wyodrębnione” ustanowiono Biuro. Zarządzenie powstało w porozumieniu z Przewodniczącym Państwowej Komisji Planowania Gospodarczego i Ministrem Skarbu. Powołanie Biura pozostawało w ścisłym związku z dekretem z 1947 r. o tworzeniu przedsiębiorstw państwowych.
Nadzór państwowy nad Biurem sprawował Minister Rolnictwa i Reform Rolnych.
Centralne Biuro Projektów Budownictwa Wiejskiego utworzone zostało jako przedsiębiorstwo państwowe, prowadzone w ramach narodowych planów gospodarczych oraz według zasad rozrachunku gospodarczego.
Przedmiotem działalności przedsiębiorstwa było:
- sporządzanie dokumentacji technicznej dla budowli w gminach wiejskich z wyjątkiem osiedli o charakterze przemysłowym i uzdrowiskowym oraz dla budowli przeznaczonych do bezpośredniej obsługi gospodarki rolnej,
- sporządzanie dokumentacji dla urządzeń technicznych osiedli w gminach wiejskich z wyjątkiem osiedli o charakterze przemysłowym i uzdrowiskowym,
- opracowywanie techniczne miejscowych planów zagospodarowania przestrzennego dla gmin wiejskich z wyjątkiem osiedli o charakterze przemysłowym i uzdrowiskowym, według zatwierdzonych założeń projektów.

Przy Biurze powołana była Rada Nadzoru Społecznego, której zakres działania, sposób powoływania i odwoływania jej członków, organizację i sposób wykonywania powierzonych czynności określi rozporządzenie Rady Ministrów.
Rada Nadzoru Społecznego miała charakter niezależnego organu nadzorczego, kontrolnego oraz opiniodawczego, podlegającego w swej działalności nadzorowi Prezydium Krajowej Rady Narodowej.
Organem zarządzającym Biurem była dyrekcja, powoływana i zwalniana przez Ministra Rolnictwa i Reform Rolnych, składająca się z dyrektora naczelnego, reprezentującego dyrekcję samodzielnie oraz z podległego dyrektorowi naczelnemu jednego dyrektora.
Do ważności zobowiązań, zaciąganych przez Biuro wymagane było współdziałanie, zgodnie z uprawnieniami, określonymi w statucie:
- dwóch członków dyrekcji łącznie,
- jednego członka dyrekcji łącznie z pełnomocnikiem handlowym w granicach jego pełnomocnictwa,
- dwóch pełnomocników handlowych łącznie w granicach ich pełnomocnictw.